# Azure d'Or
Azure d'Or is een muziekalbum uit 1979 van de muziekgroep Renaissance. Opnamen voor dit album begonnen in november 1978 en duurden tot februari 1979; de studio was de Maison Rouge Studio in Londen
Na een aantal studio- en livealbums met symfonieorkest gooide Renaissance het met Azure d’Or over een andere boeg, men probeerde de orkestklank de kopiëren met behulp van elektronische toetsinstrumenten en slaagde daar maar half in. Voorts ontkwam Renaissance ook niet aan het schrijven van kortere liedjes. De punkbeweging met hun ongepolijste muziek dwong de progressieve rock (tijdelijk) wat te doen aan de ellenlange solo’s of volle instrumentaties. Dit pakte onvoordelig uit voor Renaissance die het juist van lange nummers moest hebben. Het muziekalbum verkocht dan ook lang niet zo goed als haar directe voorgangers.

## Musici
- Annie Haslam - zang
- Jon Camp – basgitaar, gitaars, zang, leadzang op "Only Angels Have Wings"
- Michael Dunford - gitaar
- John Tout – toetsinstrumenten
- Terence Sullivan – slagwerk, percussie, achtergrondzang op "Golden Key".

## Tracks
| Nr. | Titel                    | Tekst    | Muziek   | Duur |
| --- | ------------------------ | -------- | -------- | ---- |
| 1.  | Jekyll And Hyde          | Thatcher | Dunford  | 4:39 |
| 2.  | The Winter Tree          | Thatcher | Dunford  | 3:03 |
| 3.  | Only Angels Have Wings   | Camp     | Camp     | 3:41 |
| 4.  | Golden Key               | Thatcher | Dunford  | 5:12 |
| 5.  | Forever Changing         | Thatcher | Sullivan | 4:48 |
| 6.  | Secret Mission           | Camp     | Camp     | 5:00 |
| 7.  | Kalynda (A Magical Isle) | Camp     | Camp     | 3:42 |
| 8.  | The Discovery            | n/a      | Camp     | 4:24 |
| 9.  | Friends                  | Thatcher | Dunford  | 3:31 |
| 10. | The Flood At Lyons       | Camp     | Dunford  | 4:55 |

In een vooraankondiging werd melding gemaakt van de track Island of Avalon; het verscheen echter niet op het album, maar als B-kant van de single The Winter Tree, die overigens in Nederland niet in de hitlijsten verscheen. Later verscheen Island nog op een verzamelalbum.
De neergang van de band werd versterkt door het plotselinge vertrek van twee leden van de band. John Tout, die de dood van zuster maar moeilijk kon verwerken, maakte tijdens een optreden in Israël een blunder op het podium en liep gewoon weg. Daarop besloot dat band, dat het zo niet langer kon en zette Tout op non-actief. De drummer Sullivan, vriend van Tout, stapte toen meteen ook op. Vlak daarna kwam het bericht dat Warner Brothers de band liet vallen in verband met tegenvallende verkoopresultaten. Van zusterband Illusion belandde Enchanted Caress tegelijkertijd op de plank.
Studio: Renaissance (1969) · Illusion (1971) · Prologue (1972) · Ashes Are Burning (1973) · Turn of the Cards (1974) · Scheherazade and other stories (1975) · Novella (1977) · A Song for All Seasons (1978) · In the Beginning (1978) · Azure d'Or (1979) · Camera Camera (1981) · Time-Line (1983) · Tuscany (2000) · The Mystic and The Muse (ep) (2010) · Grandine il Vento (2012)
Annie Haslams Renaissance: Blessing in Disguise  (1994)
Michael Dunford's Renaissance: The Other Woman  (1994) · Ocean Gypsy (1997)
Live: Live at Carnegie Hall (1976) · Renaissance Live at the Royal Albert Hall (1977) · BBC Sessions (1999) · Day of the Dreamer (2000) · Renaissance Unplugged (2000) · In the Land of the Rising Sun (2002) · Dreams and Omens (2008) · Renaissance DeLane Lea Studios 1973 (2015) · A symphonic journey (2018)
Compilatie: Tales of 1001 Nights (Parts 1 and 2) (1990) · Da Capo (1995) · Songs from Renaissance Days (1997) · Live & Direct (2002)